# Heike Kamerlingh Onnes
Heike Kamerlingh Onnes (21. září 1853, Groningen – 21. února 1926, Leiden) byl nizozemský fyzik a objevitel supravodivosti. Za výzkum v oblasti nízkých teplot obdržel v roce 1913 Nobelovu cenu za fyziku.

## Život
Jeho otec Harm Kamerlingh Onnes vlastnil cihelnu blízko Groningenu, jeho matka Anna Gerdina Coers z Arnhemu byla dcerou architekta. Povinnou školní docházku absolvoval ve svém rodném městě a v roce 1870 nastoupil na universitu v Groningenu. Jeho talent na řešení vědeckých problémů byl zřejmý již od roku 1871, kdy ve svých osmnácti letech získal zlatou medaili v soutěži sponzorované Přírodovědeckou fakultou university v Utrechtu a příští rok získal stříbrnou medaili v podobné soutěži na univerzitě v Groningenu. Po získání titulu bakaláře přešel do Heidelbergu, kde studoval u Bunsena a Kirchhoffa od října 1871 do dubna 1873. Když pracoval u Kirchhoffa, získal „seminarpreis“ a byl u něj na rok jmenován asistentem.  Potom se vrátil do Groningenu a složil zde v roce 1878 magisterské zkoušky a v roce 1879 získal doktorský titul za práci Nové důkazy o rotaci země. Ve své doktorské práci rozebral teoreticky i experimentálně Foucaultův experiment s kyvadlem dokazující otáčení Země; použil i Cardanova závěsu, aby zabránil kroucení kyvadla.
Od roku 1878 byl asistentem na Polytechnice v Delftu, kde pracoval pod Bosschou a kde v letech 1881 a 1882 přednášel. V roce 1881 publikoval článek Allgemeene theorie der vloeistoffen (Obecná teorie kapalin), kde tuto teorii spojil s kinetickou teorií kapalin využitím van der Waalsova zákona korespondujících stavů z pohledu mechaniky. Tuto práci lze považovat za začátek jeho celoživotního zkoumání vlastností hmoty za nízkých teplot. Ve svém inauguračním projevu na téma Význam kvantitativního výzkumu ve fyzice použil své oblíbené motto „Door meten tot weten“ (měřením k poznání) a ocenil význam experimentu, který ho provázel celou jeho vědeckou kariérou.

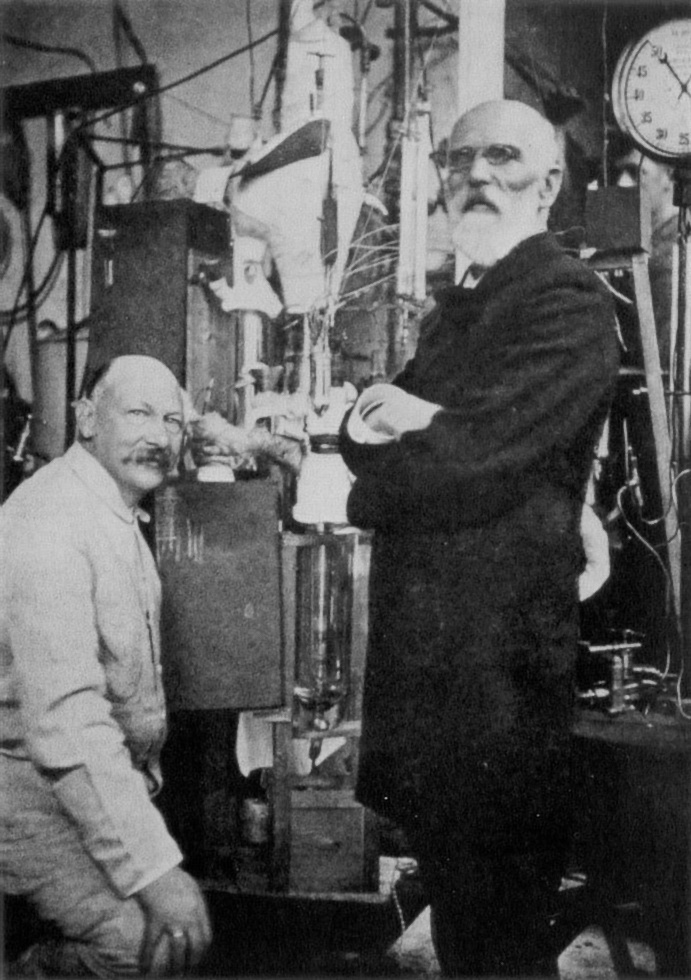
van der Waals a Heike Kamerlingh Onnes u zkapalňovače helia

V roce 1882 byl jmenován profesorem experimentální fyziky na univerzitě v Leidenu jako nástupce P. L. Rijkeho. Následně reorganizoval tamní fyzikální laboratoř (nyní známou jako laboratoř Kamerlingha Onnese) tak, aby vyhovovala jeho výzkumu založenému převážně na teoriích jeho dvou krajanů J. D. van der Waalse a H. A. Lorentze. Jeho cílem bylo vytvořit kryogenickou laboratoř, která by byla schopna ověřit van der Waalsův zákon korespondujících stavů ve velkém rozmezí teplot. Jeho snaha o dosažení co nejnižší teploty vyvrcholila v roce 1908 zkapalněním helia. Ochlazením helia pod 0,9 K se dostal nejníže k absolutní nule. S oblibou říkával, že nejchladnější místo na světě je v Leidenu. Za výzkum v oblasti nízkých teplot dostal v roce 1913 Nobelovu cenu za fyziku.
Dále se ve své laboratoři zabýval výzkumem termodynamiky, radioaktivity, pozorováním optických, magnetických a elektrických jevů, dále studiem fluorescence a fosforescence, magnetické rotace roviny polarizovaného světla, absorpčních spekter krystalů v magnetickém poli, Hallův jevem, dielektrickými konstantami a hlavně odporem kovů. Jeho významným objevem (1911) byla supravodivost čistých kovů jako rtuti, cínu a olova při velmi nízkých teplotách a následné pozorování trvalých proudů.
Výsledky výzkumu publikoval v Proceedings of the Royal Academy of Sciences of Amsterdam a také v Communications z fyzikální laboratoře v Leydenu. Mnoho zahraničních vědců přijíždělo do Leydenu do jeho laboratoře na stáže.
Již ve 30 letech byl Kamerlingh Onnes jmenován členem Královské akademie věd v Amsterdamu. Byl jedním ze zakladatelů Association (nyní Institut) du Froid.

## Rodina
Jeho nejoblíbenější rekreací byl rodinný život a pomáhání, těm kdo to potřebovali. Ačkoliv jeho práce byla i jeho koníčkem, nestal se nikdy nabubřelým vědcem. Byl to muž s velkým šarmem, filantrop a byl velmi aktivní během a po 1. světové válce ve vyhlazování politických rozdílů mezi vědci a v pomoci hladovějícím dětem. V roce 1887 se oženil s Marií Adrianou Wilhelminou Elisabeth Bijleveld, která mu velmi pomáhala s těmito aktivitami a vytvořila mu dům známý pohostinností. Měl jednoho syna, Alberta, který se stal vysoce postaveným státním úředníkem v Haagu.
Kamerlingh Onnes měl křehké zdraví a po krátké nemoci zemřel 21. února 1926 v Leidenu.

## Poznámka
"Kamerling" je sice formálně druhé křestní jméno, nikoli část příjmení, ale přesto bylo vždy v jeho rodině zvykem ho vypisovat. Mělo by se tedy zkracovat "H. Kamerling Onnes", nikoli "H. K. Onnes."

## Publikace
- Kamerlingh Onnes, H., "Nieuwe bewijzen voor de aswenteling der aarde." Ph.D. disertace. Groningen, Netherlands, 1879.
- Kamerlingh Onnes, H., "Algemeene theorie der vloeistoffen." Amsterdam Akad. Verhandl. 21, 1881.
- Kamerlingh Onnes, H., "On the Cryogenic Laboratory at Leyden and on the Production of Very Low Temperature." Comm. Phys. Lab. Univ. Leiden 14, 1894.
- Kamerlingh Onnes, H., "Théorie générale de l'état fluide." Haarlem Arch. Neerl. 30, 1896.
- Kamerlingh Onnes, H., "The Superconductivity of Mercury." Comm. Phys. Lab. Univ. Leiden, Nos. 122 and 124, 1911
- Kamerlingh Onnes, H., "On the Lowest Temperature Yet Obtained." Comm. Phys. Lab. Univ. Leiden, No. 159, 1922.